# توماس ر. هولتز جونيور
توماس ر. هولتز جونيور (بالإنجليزية: Thomas R. Holtz, Jr.)‏ هو إحاثي وأستاذ جامعي أمريكي، ولد في 13 سبتمبر 1965 في لوس أنجلوس في الولايات المتحدة.

## روابط خارجية
- توماس ر. هولتز جونيور على موقع IMDb (الإنجليزية)